# 1786
1786 (MDCCLXXXVI) a fost un an obișnuit al calendarului gregorian, care a început într-o zi de sâmbătă.

## Nașteri
- 24 februarie: Wilhelm Grimm, antropolog german (n. 1859)
- 25 august: Ludwig I, rege al Bavariei (d. 1868)
- 18 septembrie: Regele Christian al VIII-lea al Danemarcei și al Norvegiei (d. 1848)
- 18 noiembrie: Carl Maria von Weber, compozitor german (d. 1826)

## Decese
- 25 mai: Pedro al III-lea al Portugaliei (n. Pedro Clemente Francisco José António), 68 ani (n. 1717)

### Nedatate
- István Ágh (cel bătrân), 76 ani, scriitor maghiar, ecleziastic unitarian și autor de manuale școlare, episcop unitarian (n. 1709)